# 100-й меридіан східної довготи
100-й меридіан східної довготи — лінія довготи, що лежить на 100 градусів східніше Гринвіцького меридіана. Вона проходить від Північного полюса через Північний Льодовитий океан, Азію, Індійський океан, Південний океан та Антарктиду до Південного полюса.
100-й меридіан східної довготи формує велике коло разом із 80-тим меридіаном західної довготи.

## Список географічних об'єктів, що перетинає 100° сх. д.
Починаючи на Північному полюсі та рухаючись до Південного полюса, 100-й меридіан східної довготи проходить через:
| Координати                                                   | Країна, територія або море | Примітки                                                                                        |
| ------------------------------------------------------------ | -------------------------- | ----------------------------------------------------------------------------------------------- |
| 90°0′ пн. ш. 100°0′ сх. д. / 90.000° пн. ш. 100.000° сх. д.  | Північний Льодовитий океан |                                                                                                 |
| 80°39′ пн. ш. 100°0′ сх. д. / 80.650° пн. ш. 100.000° сх. д. | Море Лаптєвих              |                                                                                                 |
| 79°51′ пн. ш. 100°0′ сх. д. / 79.850° пн. ш. 100.000° сх. д. | Росія                      | Північна Земля — проходить через острів Жовтневої Революції                                     |
| 78°55′ пн. ш. 100°0′ сх. д. / 78.917° пн. ш. 100.000° сх. д. | Карське море               |                                                                                                 |
| 78°16′ пн. ш. 100°0′ сх. д. / 78.267° пн. ш. 100.000° сх. д. | Росія                      | Північна Земля — проходить через острів Більшовик                                               |
| 77°57′ пн. ш. 100°0′ сх. д. / 77.950° пн. ш. 100.000° сх. д. | Карське море               |                                                                                                 |
| 76°27′ пн. ш. 100°0′ сх. д. / 76.450° пн. ш. 100.000° сх. д. | Росія                      |                                                                                                 |
| 51°45′ пн. ш. 100°0′ сх. д. / 51.750° пн. ш. 100.000° сх. д. | Монголія                   |                                                                                                 |
| 42°39′ пн. ш. 100°0′ сх. д. / 42.650° пн. ш. 100.000° сх. д. | КНР                        | Внутрішня Монголія Ганьсу Внутрішня Монголія Ганьсу Цинхай Сичуань Юньнань                      |
| 21°42′ пн. ш. 100°0′ сх. д. / 21.700° пн. ш. 100.000° сх. д. | М'янма                     |                                                                                                 |
| 20°25′ пн. ш. 100°0′ сх. д. / 20.417° пн. ш. 100.000° сх. д. | Таїланд                    |                                                                                                 |
| 12°50′ пн. ш. 100°0′ сх. д. / 12.833° пн. ш. 100.000° сх. д. | Сіамська затока            |                                                                                                 |
| 12°13′ пн. ш. 100°0′ сх. д. / 12.217° пн. ш. 100.000° сх. д. | Таїланд                    |                                                                                                 |
| 12°10′ пн. ш. 100°0′ сх. д. / 12.167° пн. ш. 100.000° сх. д. | Сіамська затока            |                                                                                                 |
| 9°47′ пн. ш. 100°0′ сх. д. / 9.783° пн. ш. 100.000° сх. д.   | Таїланд                    | Проходить через острови Пханган та Самуї                                                        |
| 9°25′ пн. ш. 100°0′ сх. д. / 9.417° пн. ш. 100.000° сх. д.   | Сіамська затока            |                                                                                                 |
| 8°33′ пн. ш. 100°0′ сх. д. / 8.550° пн. ш. 100.000° сх. д.   | Таїланд                    |                                                                                                 |
| 6°34′ пн. ш. 100°0′ сх. д. / 6.567° пн. ш. 100.000° сх. д.   | Малаккська протока         | Проходить східніше островів Лангкаві, Малайзія Проходить західніше острова Пінанг[en], Малайзія |
| 2°43′ пн. ш. 100°0′ сх. д. / 2.717° пн. ш. 100.000° сх. д.   | Індонезія                  | Проходить через острів Суматра                                                                  |
| 0°29′ пд. ш. 100°0′ сх. д. / 0.483° пд. ш. 100.000° сх. д.   | Індійський океан           |                                                                                                 |
| 2°31′ пд. ш. 100°0′ сх. д. / 2.517° пд. ш. 100.000° сх. д.   | Індонезія                  | Проходить через острів Північний Пагай                                                          |
| 2°51′ пд. ш. 100°0′ сх. д. / 2.850° пд. ш. 100.000° сх. д.   | Індійський океан           |                                                                                                 |
| 60°0′ пд. ш. 100°0′ сх. д. / 60.000° пд. ш. 100.000° сх. д.  | Південний океан            |                                                                                                 |
| 65°39′ пд. ш. 100°0′ сх. д. / 65.650° пд. ш. 100.000° сх. д. | Антарктида                 | Проходить через Австралійську антарктичну територію (претендує Австралія)                       |